# آنتونیو بورژس (سوارکار)
آنتونیو بورژس (پرتغالی: António Borges; ۱۸ اکتبر ۱۸۹۸ – ۲۴ سپتامبر ۱۹۵۹) سوارکار اهل پرتغال بود.